# ماریانه نوئاک
ماریانه نوئاک (آلمانی: Marianne Noack؛ زادهٔ ۵ اکتبر ۱۹۵۱) ژیمناست هنری زن اهل آلمان بود.
وی در مسابقات کشوری و بین‌المللی در مجموع برندهٔ ۱ مدال نقره، ۱ مدال برنز شده‌است.